# Амоедо, Родольфо
Родольфо Амоедо (11 декабря 1857 года, Сальвадор — 31 мая 1941 года, Рио-де-Жанейро) — бразильский художник, дизайнер и декоратор, член Бразильской академии литературы.

## Биография
Интерес к искусству живописи у Родольфо Амоедо возник, когда друг их семьи предложил ему сделать эскиз несуществующего театра в Сан-Педро. В 1873 году Родольфо Амоедо поступил учиться в лицей искусств «Liceu de Artes e Ofícios do Rio de Janeiro», где учился Виктор Мейреллеш. На следующий год он перешёл в учебное заведение Imperial de Belas Artes, Его преподавателями были Жоао Зеферино да Коста, Агостиньо Жозе Да Мота и скульптор Франсиско Мануэль Чавес Пиньейру (João Zeferino da Costa, Agostinho José da Mota и Francisco Manuel Chaves Pinheiro.). В 1878 году его картина «Жертвоприношение Авеля» дала ему право поездки в Европу с обучением там живописи и наличием права на стипендию.

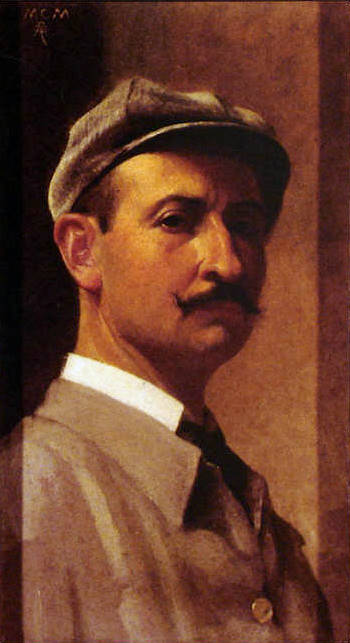
Автопортрет Родольфо Амоедо

С 1879 по 1887 год Родольфо Амоедо жил и учился в Париже. Вначале учился в Академии Джулиана, но потом в 1880 году поступил в школу изящных искусств, где учился под руководством Александра Кабане, Поля Бодри и Пюви де Шаванна (Alexandre Cabanel, Paul Baudry и Puvis de Chavannes). С 1882 по 1884 год он участвовал в салоне своими картинами на библейские и мифологические темы.
По возвращении в Рио-де-Жанейро в 1888 году он был назначен в академических кругах почётным профессором, но на самом деле преподавал живопись в Политехнической школе. Здесь же была проведена его первая персональная выставка. В 1908 году Родольфо Амоедо завоевал золотую медаль на выставке «Exposição Nacional Comemorativa do 1º Centenário da Abertura dos Portos do Brasil»
Позже он стал профессором Escola Nacional de Belas Artes (ENBA), где учил студентов технике живописи (темпера, энкаустика, акварель и т. д.). Несколько раз был заместителя директора учебного заведения — Бразильской академии.
В дополнение к его холстам, он разрисовывал стены Федерального верховного суда Бразилии в 1909 году, Библиотеку Насьонал и муниципальный театр Рио-де-Жанейро — в 1916 году. Два года спустя в училище живописи ему было присвоено звание «Second Chair», которое он занимал до 1934 года. Среди его самых известных учеников были братья Arthur Timótheo da Costa и João Timóteo da Costa, Lucílio de Albuquerque, Eliseu Visconti и Cândido Portinari.
Художник скончался в Рио-де-Жанейро 31 мая 1941 года в бедности. Его друзьям пришлось помогать вдове заплатить за похороны.
Картины Родольфо Амоедо хранятся в Национальном музее изобразительных искусств в Рио-де-Жанейро.

## Картины

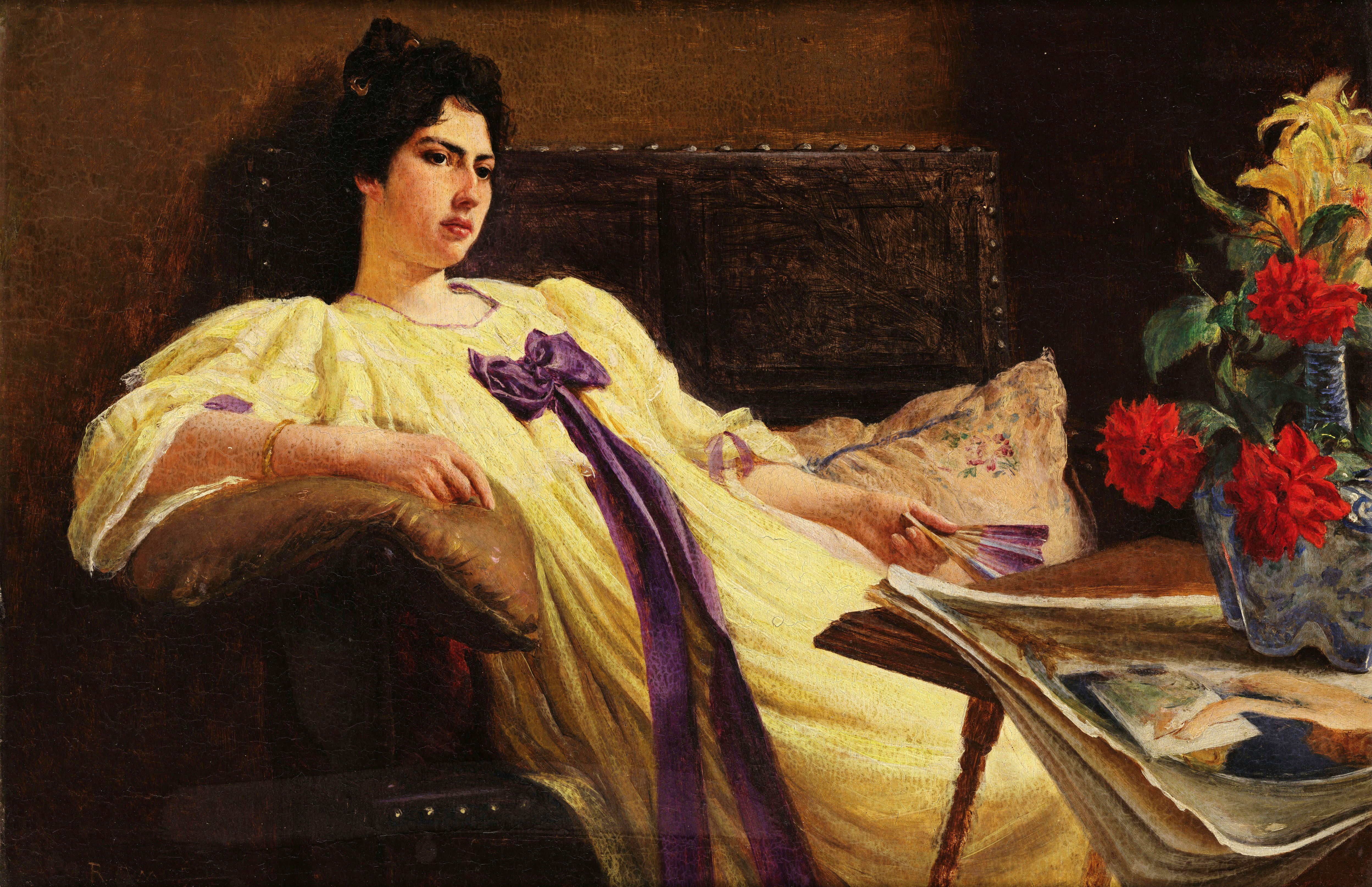
Портрет женщины (1892)
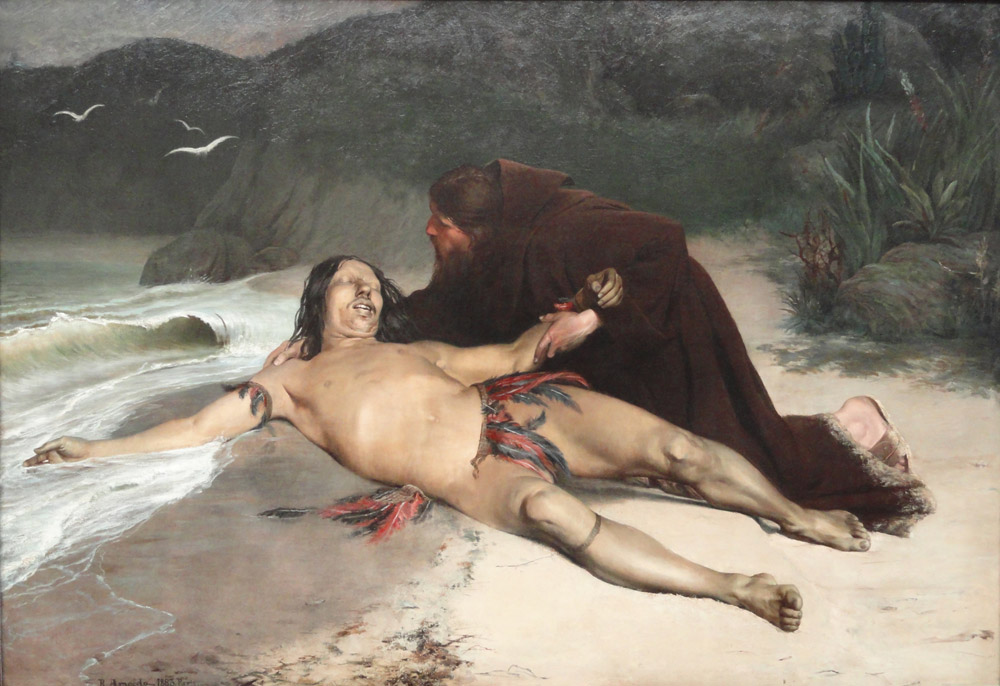
Последние (1883)
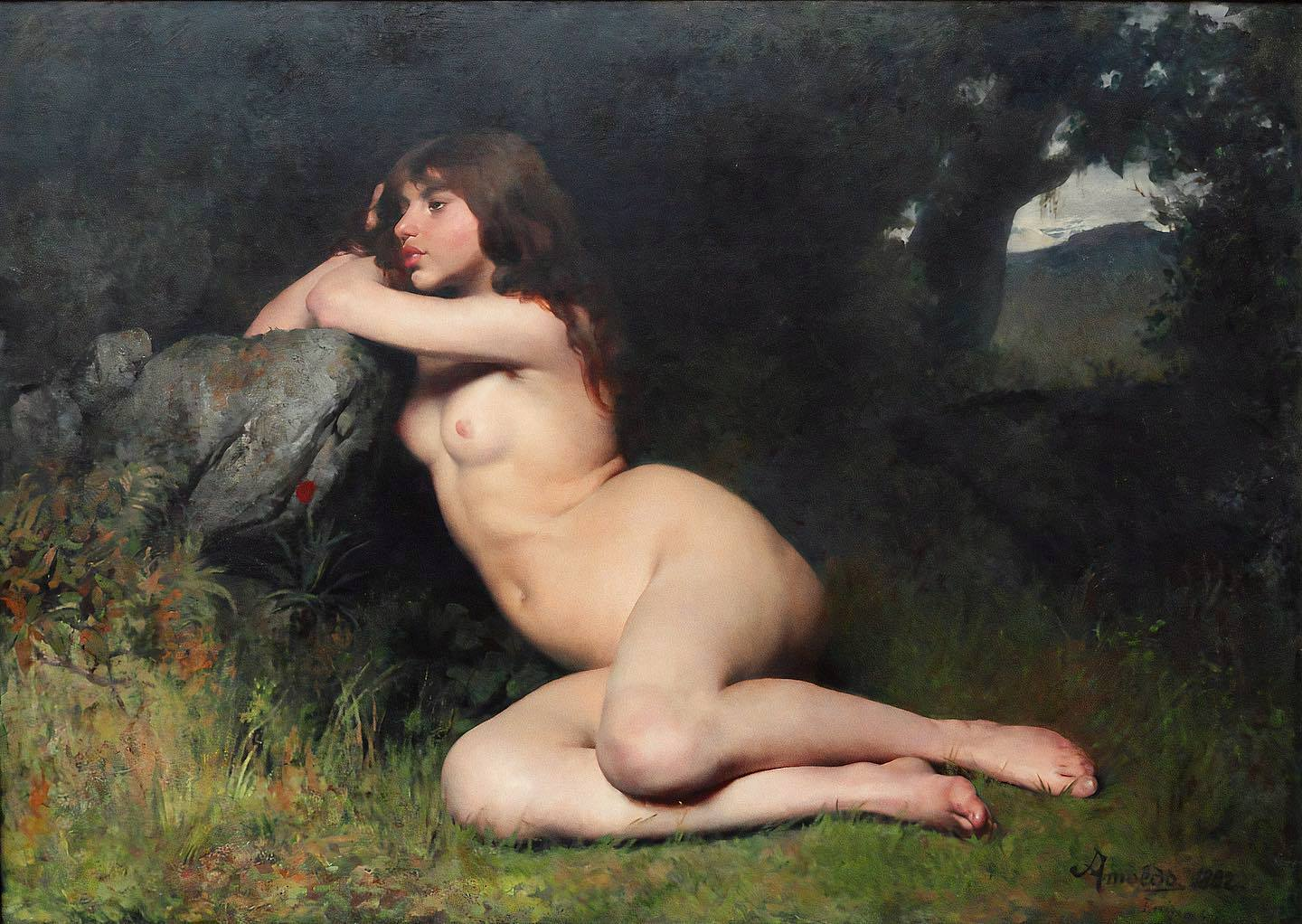
Rodolfo Amoedo. Marabá (1882)
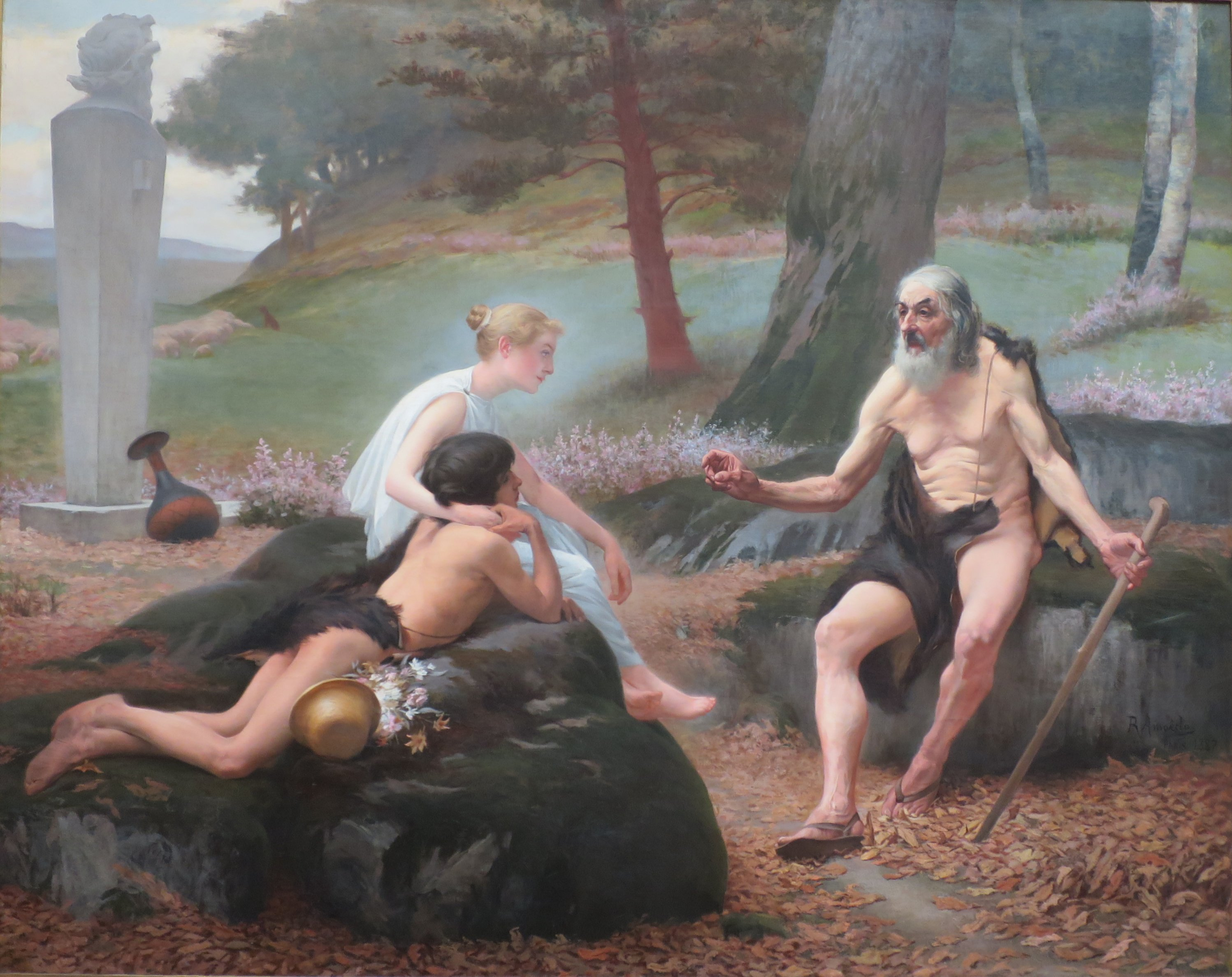
Повествование (1887)
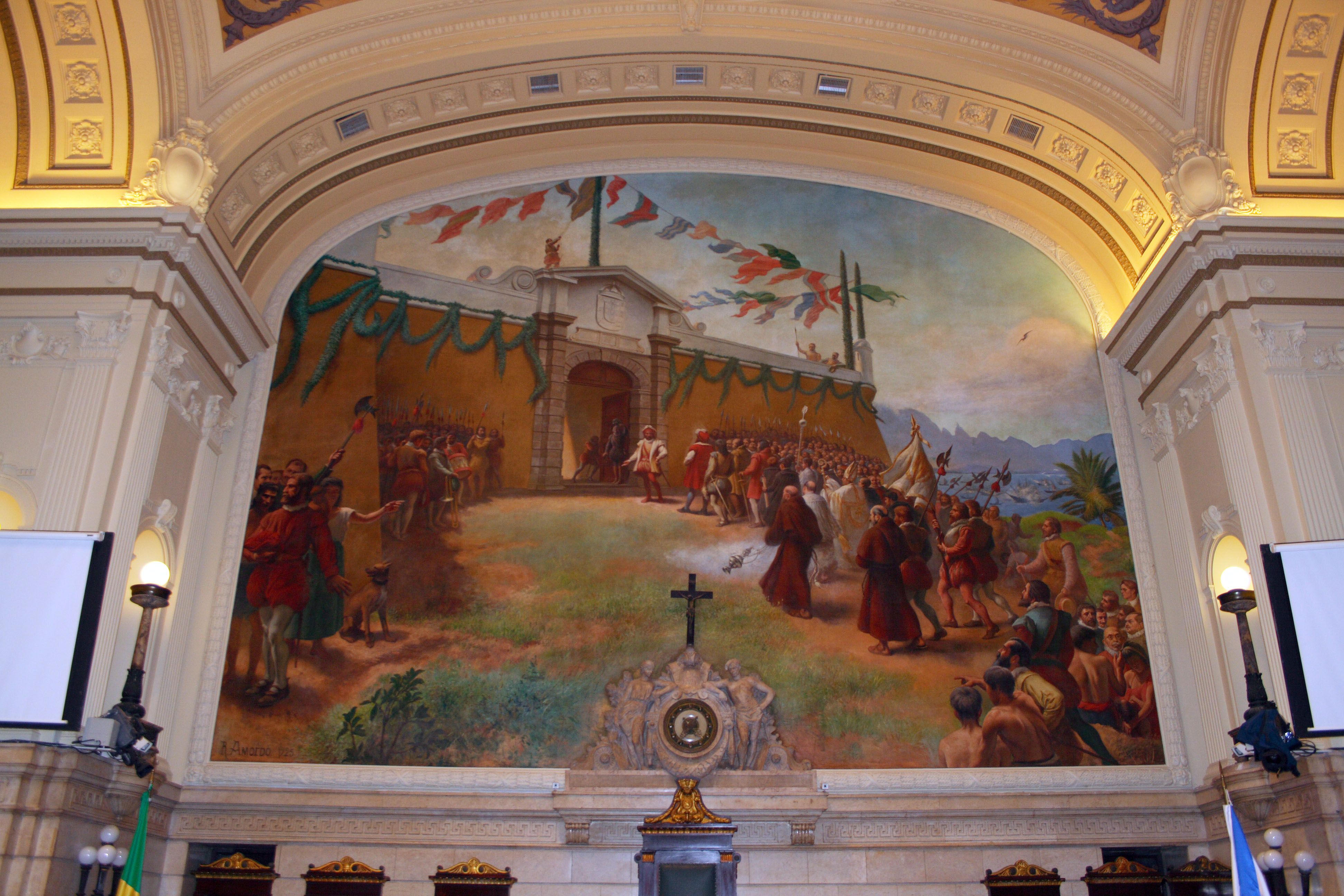
Родольфо Амоедо. Роспись дворца Pedro Ernesto